# Långtjärnarna (Edefors socken, Norrbotten, 732084-172609)
Långtjärnarna är en sjö i Bodens kommun i Norrbotten och ingår i Piteälvens huvudavrinningsområde. Sjön har en area på 0,0902 kvadratkilometer och ligger 184 meter över havet.

## Delavrinningsområde
Långtjärnarna ingår i det delavrinningsområde (731908-172831) som SMHI kallar för Ovan Brännmyrbäcken. Medelhöjden är 274 meter över havet och ytan är 52,66 kvadratkilometer. Det finns inga avrinningsområden uppströms utan avrinningsområdet är högsta punkten. Stockforsälven som avvattnar avrinningsområdet har biflödesordning 2, vilket innebär att vattnet flödar genom totalt 2 vattendrag innan det når havet efter 75 kilometer. Avrinningsområdet består mestadels av skog (87 procent). Avrinningsområdet har 0,09 kvadratkilometer vattenytor vilket ger det en sjöprocent på 0,2 procent.